# جان كييل لارسن
جان كييل لارسن (بالنرويجية البوكمول: Jan Kjell Larsen)‏ (24 يونيو 1983 بهاوغسوند في النرويج - ) هو لاعب كرة قدم نرويجي في مركز حراسة المرمى. شارك مع منتخب النرويج تحت 17 سنة لكرة القدم ومنتخب النرويج تحت 18 سنة لكرة القدم ومنتخب النرويج تحت 19 سنة لكرة القدم ومنتخب النرويج تحت 20 سنة لكرة القدم ومنتخب النرويج تحت 21 سنة لكرة القدم. أما مع النوادي، فقد لعب مع نادي ستابك ونادي مولده ونادي هاوغسوند.

## وصلات خارجية
- جان كييل لارسن على موقع اتحاد النرويج (النرويجية)
- جان كييل لارسن على موقع قاعدة بيانات كرة القدم.إي يو (الإنجليزية)